# Abierto Zapopan 2022
Abierto Zapopan 2022 là một giải quần vợt chuyên nghiệp thi đấu trên mặt sân cứng ngoài trời. Đây là lần thứ 3 giải đấu được tổ chức và là một phần của WTA 250 trong WTA Tour 2022.
Giải đấu diễn ra ở Guadalajara, Mexico từ ngày 21 đến ngày 28 tháng 2 năm 2022.

## Điểm và tiền thưởng

### Phân phối điểm
| Sự kiện | VĐ  | CK  | BK  | TK | Vòng 1/16 | Vòng 1/32 | Q  | Q2 | Q1 |
| Đơn     | 280 | 180 | 110 | 60 | 30        | 1         | 18 | 12 | 1  |
| Đôi     | 280 | 180 | 110 | 60 | 1         | —         | —  | —  | —  |

## Nội dung đơn

### Hạt giống
| Quốc gia | Tay vợt             | Xếp hạng1 | Hạt giống |
| -------- | ------------------- | --------- | --------- |
| GBR      | Emma Raducanu       | 12        | 1         |
| USA      | Madison Keys        | 27        | 2         |
| ESP      | Sara Sorribes Tormo | 32        | 3         |
| COL      | Camila Osorio       | 47        | 4         |
| ESP      | Nuria Párrizas Díaz | 48        | 5         |
| USA      | Sloane Stephens     | 56        | 6         |
| JPN      | Misaki Doi          | 75        | 7         |
| CHN      | Zheng Qinwen        | 79        | 8         |

- 1 Bảng xếp hạng vào ngày 14 tháng 2 năm 2022.[2]

### Vận động viên khác
Đặc cách:
- Caty McNally
- Katie Volynets
- Renata Zarazúa

Bảo toàn thứ hạng:
- Daria Saville

Vượt qua vòng loại:
- Hailey Baptiste
- Lucia Bronzetti
- Caroline Dolehide
- Brenda Fruhvirtová
- Viktória Kužmová
- Rebeka Masarova

### Rút lui
Trước giải đấu
- Rebecca Peterson → thay thế bởi  Viktoriya Tomova
- Zheng Saisai → thay thế bởi  Zhu Lin

### Bỏ cuộc
- Emma Raducanu (chấn thương chân trái)
- Lesia Tsurenko

## Nội dung đôi

### Hạt giống
| Quốc gia | Tay vợt            | Quốc gia | Tay vợt            | Xếp hạng1 | Hạt giống |
| -------- | ------------------ | -------- | ------------------ | --------- | --------- |
| FRA      | Elixane Lechemia   | USA      | Ingrid Neel        | 153       | 1         |
| USA      | Hailey Baptiste    | USA      | Caty McNally       | 156       | 2         |
| USA      | Kaitlyn Christian  | BLR      | Lidziya Marozava   | 189       | 2         |
| USA      | Catherine Harrison | USA      | Sabrina Santamaria | 197       | 4         |

- 1 Bảng xếp hạng vào ngày 14 tháng 2 năm 2022.

### Vận động viên khác
Đặc cách:
- Lucia Bronzetti /  Sara Errani
- Laura Pigossi /  Renata Zarazúa

Thay thế:
- Wang Xinyu /  Zhu Lin

### Rút lui
Trước giải đấu
- Hailey Baptiste /  Caty McNally → thay thế bởi  Wang Xinyu /  Zhu Lin
- Rebecca Peterson /  Anastasia Potapova → thay thế bởi  Misaki Doi /  Miyu Kato

## Nhà vô địch

### Đơn
- Sloane Stephens đánh bại  Marie Bouzková 7–5, 1–6, 6–2

### Đôi
- Kaitlyn Christian /  Lidziya Marozava đánh bại  Wang Xinyu /  Zhu Lin, 7–5, 6–3